# HMS Gloucester (1937)
HMS Gloucester (Корабль Его величества «Глостер») — британский лёгкий крейсер второй серии крейсеров типа «Таун». Заложен 22 сентября 1936 года, спущен на воду 19 октября 1937 года, введен в строй 31 января 1939 года. Десятый корабль британского флота, носивший это имя.
Крейсер участвовал во второй мировой войне. В патрулях на Дальнем востоке, сражениях на Средиземном море. В ходе боев в Средиземном море получал несколько раз попадания авиабомбами. Потоплен 22 мая 1941 года немецкими пикирующими бомбардировщиками во время проведения Критской операции. Девиз корабля звучал: Prorsum — Вперёд.

## История службы

### Предвоенный период
После вступления в строй и прохождения боевой подготовки в феврале 1939 года корабль направился служить на Ост-Индскую станцию.

## Вторая мировая война
Начало войны застало крейсер на Красном море, где он в течение сентября занимался патрулированием. В октябре крейсер был переведен в Индийский океан для перехватов немецких торговых судов. Часть патрульных плаваний проходила в Бенгальском заливе. В ноябре крейсер занимался поиском немецкого карманного линкора «Граф фон Шпее» в районе между Мадагаскаром и Сейшельскими островами. В декабре вошёл в состав поисковой группы «I» и занимался поисками возможных вспомогательных немецких крейсеров в Индийском океане.
В январе 1940 года крейсеру потребовался профилактический ремонт и 8 января он встал на него в Саймонстауне, Южная Африка.
1 февраля крейсер закончил ремонт и в течение месяца продолжал службу в Индийском океане. К концу марта крейсер предполагалось направить в Южную Атлантику на помощь действующему там крейсеру Neptune. Однако в связи с накалом обстановки на Средиземном море, передачу крейсера отменили и его направили в 7-ю эскадру крейсеров Средиземноморского флота в Александрии, куда крейсер и направился в апреле через Красное море.
23 мая крейсер совместно с авианосцем Eagle и австралийским крейсером Sydney составили эскорт войскового конвоя US3 во время его перехода через Красное море. Конвой переправлял войска ANZAC для усиления 8-й армии в Египте. Корабли сопровождения также должны были войти в состав Средиземноморского флота.

### На Средиземном море
26 мая крейсер вошёл в состав 7-й эскадры крейсеров вместе с Orion, Neptune, Sydney и Liverpool. Вместе с последним, крейсер образовал 2-й дивизион.

#### Начало войны с Италией
10 июня в войну вступила Италия и уже 11 июня крейсер совместно с линкорами Warspite и Malaya, авианосцем Eagle, кораблями 7-й эскадры, крейсерами Caledon и Calypso под прикрытием 12 эсминцев вышел в Восточное Средиземноморье, для действий против итальянских кораблей, прикрывающих ожидаемые конвои в Ливию. Глостер совместно с крейсерами 7-й эскадры действовали в качестве разведчиков и нарушителей возможного судоходства у берегов Северной Африки.
12 июня Глостер вместе с Ливерпулем производили обстрел Тобрука, где находились 6 тральщиков и потопили один из них — Giovanni Berta. Другие крейсера производили обстрел Бенгази, но не нашли достойных целей. Более того они попали под обстрел береговых батарей, а параваны крейсеров захватили несколько мин. По завершении набеговой операции крейсера продолжали осуществлять разведку в целях главных сил флота. 15 июня флот возвратился в Александрию.

#### Бой с конвоем Эсперо
27 июня крейсер вместе с линкорами Royal Sovereign и Ramillies, авианосцем Eagle, крейсерами Liverpool, Neptune, Orion и Sydney вышел для прикрытия крейсеров Caledon и Capetown сопровождающих конвой AS1 из Эгейского моря в Египет, а также двух конвоев с Мальты (операция MA3). В это время летающая лодка Сандерленд обнаружила западнее Занте итальянский конвой в составе 3 эсминцев доставляющий подкрепления в Тобрук. 7-я крейсерская эскадра отделилась для перехвата данного соединения. В ходе последующего боя один эсминец был потоплен, но два остальных смогли оторваться и уйти. После боя, совместно с Ливерпулем ушёл в Порт-Саид для пополнения боеприпасов.

#### Бомбовое попадание и Бой у Калабрии
7 июля крейсер совместно с линкорами Warspite, Malaya, Royal Sovereign, крейсерами Orion, Neptune, Sydney, Liverpool и 32 эсминцами вышел как Соединение «A» для прикрытия конвоя с Мальты в Египет (Операция MA5). 8 июля соединение подверглось мощному налету итальянской авиации и одна из бомб попала в компасную палубу крейсера. Погибло 18 человек, в том числе капитан крейсера кэптен Frederick Rodney Garside и первый офицер. На некоторое время корабль потерял управление, пока артиллерийский офицер лейтенант-командер Reginald P Tanner не принял командование и сумел взять контроль над крейсером посредством кормового поста управления. Несмотря на повреждение крейсер сохранил боеспособность и принял на следующий день участие в бою у Калабрии, а 13 июля крейсер вернулся в Александрию и встал на ремонт.
В Александрии экипажу был представлен новый командир — Henry Aubrey Rowley. Одновременно Таннер был повышен в звании до командера.
14 августа крейсер вернулся в Александрию вместе с австралийским эсминцем Stuart в качестве эскорта конвоя MF1. 15 августа подвергся около этой базы налету итальянской авиации без последствий.
20 августа вместе с крейсерами Kent и Liverpool вошёл в состав вновь сформированной 3-й крейсерской эскадры.
22 августа совместно с крейсерами эскадры, а также крейсерами Orion и Sydney 7-й эскадры участвовали в наступательной операции по зачистке Эгейского моря в целях защиты конвоев. 25 августа крейсера подверглись безрезультатной атаке торпедоносцев.
30 августа вышел совместно с линкорами Warspite, Malaya, авианосцем Eagle, крейсерами Kent и Liverpool для прикрытия конвоя MF2 с Мальты в Александрию. 31 августа флот прикрывал в Сицилийских проливах приход подкреплений для Средиземноморского флота — соединения «F» в составе линкора Valiant, авианосца Illustrious, крейсеров Calcutta и Coventry. 3 сентября вместе с крейсерами эскадры отделился для прикрытия конвоя AS3 во время его перехода до Порт-Саида. 6 сентября крейсер вернулся в Александрию.
13 сентября крейсер совместно с крейсерами Kent и Liverpool выполнял зенитное прикрытие конвоя AN3 во время его перехода в северной части Восточного Средиземноморья.
16 сентября крейсер в составе флота выходил для прикрытия операции по атаке Бенгази самолётами авианосца Illustrious, которую последний предпринял 17 сентября. В тот же день вместе с крейсерами эскадры отделился для обстрела Бардии. На подходе крейсера были атакованы итальянскими бомбардировщиками и торпедоносцами и Кент получил серьёзное торпедное попадание, в результате которого 32 человека были убиты. 19 сентября крейсера вернулись в Александрию.
28 сентября Глостер совместно с крейсером Liverpool перебросил на Мальту 1200 человек из состава RAF и подкреплений для острова, На переходе корабли прикрывались крейсером Sydney, а также флотом. 30 сентября крейсера прибыли на Мальту и выгрузили войска, покинув остров ночью 1 октября. 2 октября корабли вернулись в Александрию.
8 октября крейсер вышел с флотом в составе линкоров Warspite, Valiant, Ramillies, авианосцев Illustrious, и Eagle, крейсеров York, Ajax, Orion и Sydney в сопровождении 6 эсминцев прикрывали очередной конвой на Мальту из Александрии — MF3 (Операция MB6).
10 октября крейсер совместно с линкором Ramillies и эскортом MF3 отделился от флота, чтобы прикрыть конвой на конечном участке перехода. 11 октября крейсера соединились с флотом. 12 октября вместе с крейсером Ajax следовали впереди флота выполняя поиск торпедных катеров и миноносцев. 13 октября отделился вместе с Illustrious и Liverpool для ночной воздушной атаки Лероса. 14 октября флот подвергся воздушному нападению, в ходе которой Liverpool получил тяжелое торпедное попадание. 15 октября крейсер вместе с флотом прикрывал соединившееся конвои MF4 с Мальты и конвой из Греции AS на переходе в Александрию. 16 октября флот вернулся в свою главную базу.
28 октября Италия объявила войну Греции и 29 октября Ливерпуль в составе флота вышел на позицию в район Крита. Флот прикрывал важный конвой с персоналом и припасами для военной базы в заливе Суда, оставаясь на позиции до 31 октября, вернувшись в базу только 2 ноября.
5 ноября вышел из Александрии вместе с крейсером York в составе флота: линкоры Warspite, Malaya, Valiant, авианосец Illustrious, крейсера Ajax, Sydney и 13 эсминцев, для прикрытия конвоя на Мальту — MW3 из Порт-Саида (Операция MB8). 8 ноября флот подвергся воздушным атакам и Фулмары с авианосца сбили 2 SM.79. 11 ноября флот предпринял Атаку на Таранто. После чего вернулся в Александрию.
Уже 14 ноября крейсер был привлечен к эскорту конвоев в Грецию и на Крит (Операция Barbarity). 15 ноября он вышел в Пирей вместе с крейсерами Berwick, York, Glasgow и Sydney. Крейсера прикрывали линкоры Barham, и Valiant, авианосец Eagle и 8 эсминцев. После выполнения задания флот вернулся в Александрию.
25 ноября вышел в составе Соединения «A» вместе с крейсерами York и Glasgow, линкорами Warspite, и Valiant, авианосцем Illustrious для сопровождения войскового транспорта Ulster Prince, направляющегося в бухту Суда. На борту Warspite было 50 человек Коммандос. 26 ноября отделился вместе с крейсером Glasgow и 4 эсминцами для сопровождения авианосца Illustrious во время его атаки порта Лаки на Родосе. После присоединился к кораблям Соединения «A» в бухте Суда и выполнял дальнее прикрытие последующих операций. 27 ноября отделился с крейсерами эскадры для сопровождения кораблей Соединения «H» во время операций против итальянского флота. Участвовал в бою у мыса Спартивенто. Прикрывал суда проводимого на Мальту конвоя MW4 во время его прохода через Сицилийские проливы. 29 ноября вместе с корветами Gloxinia, Hyacinth, Peony и Salvia привел в бухту Суда один из транспортов конвоя.
3 декабря в бухте Суда попал под атаку итальянских торпедоносцев, один из которых повредил крейсер Glasgow. Глостер сопровождал последний до Александрии, где тот встал на ремонт. Крейсера прибыли в базу 5 декабря.
10 декабря крейсер в связи с началом операции Compass, принял участие в масштабной проводке сразу нескольких конвоев. 17 декабря в бухте Суда с Соединением «A» присоединился к крейсерам Orion, Sydney и Ajax 7-й крейсерской эскадры, составлявшим Соединение «B». 18 декабря крейсера 7-й эскадры ушли в рейд против вражеского судоходства в Адриатическое море, а Глостер остался действовать в составе Соединения «A». 19 декабря вместе с флотом принимал участие в обстреле Валоны (Операция MC2). 20 декабря оставался с Соединением «A», прикрывая переход линкора Malaya и конвоя MG1 во время прохода Сицилийскими проливами.
22 декабря вместе с Соединением «A» прикрывал авианосец Illustrious во время его воздушной атаки Триполи (Операция MC2). 24 декабря вместе с крейсером York совершил поход в Пирей, вернувшись позже в Александрию.

### Operation Excess
5 января вышел из Александрии вместе с крейсером Southampton и эсминцами Ilex и Janus в составе Соединения «B» в бухту Суда, чтобы погрузить на борт войска, предназначающиеся для Мальты. 6 января корабли погрузили войска и отправились на Мальту, прибыв туда 8 января и благополучно их выгрузив. В тот же день, за исключением эсминца Janus, корабли соединения покинули остров, пойдя на встречу с Соединением «F», состоящим из крейсеров Bonaventure, эсминцев Hasty, Hereward, Hero и Jaguar и прикрывающим конвой Excess, встретив последние 9 января в районе Бизерты.
В ночь на 10 января конвой подвергся безуспешной атаке итальянской подводной лодки Settimo, а ранним утром состоялся бой крейсеров Bonaventure и Southampton и эсминца Jaguar с двумя итальянскими миноносцами Circe и Vega, в ходе которого Vega был поврежден артиллерийским огнём крейсера Bonaventure и позже потоплен торпедой с эсминца Hereward.
Сразу после этого эсминец Gallant подорвался на мине, потеряв нос и понеся серьёзные потери в экипаже. Его взял на буксир эсминец Mohawk и повел на Мальту. Оба эсминца входили в состав сил Средиземноморского флота, выполняющего действия по дальнему прикрытия конвоя во время его перехода по восточному Средиземноморью. Оба эсминца стали прикрывать крейсер Bonaventure и эсминец Griffin. Во время дальнейшего перехода эти корабли подверглись воздушной атаке.
11 января Глостер вместе с крейсером Southampton и эсминцем Diamond отделились от состава сил прикрытия конвоя, чтобы усилить эскорт Gallant’а. После обеспечения прикрытия этим трем кораблям было приказано войти в состав сил прикрывающих исходящий с Мальты конвой ME 6, однако во время перехода на соединение с конвоем, отряд был атакован пикирующими бомбардировщиками, шесть из которых атаковали Southampton, добившись в него двух попаданий. Southampton получил тяжелые повреждения, потерял 80 убитыми и 87 раненными, на нём бушевали пожары. Эсминец Diamond оказывал помощь, но было принять решение затопить крейсер, который торпедами добили крейсера Глостер и Orion. Сам Глостер в ходе этой атаки получил попадание неразорвавшейся бомбы, которая убила 9 человек и 14 ранила.
12 января крейсер встретился с Соединением A — главными силами флота, и вместе с ними начал возвращение в Александрию, куда и прибыл 15 января.
Поскольку во время операции немецкими пикирующими бомбардировщиками был также тяжело поврежден единственный авианосец Illustrious, то следующий месяц операции флота были сильно ограничены. Крейсерские силы были направлены в Эгейское море для диверсионных операций, отвлекающих итальянские силы от действий в Западном Средиземноморье.
В феврале крейсер был выбран в качестве транспорта для перевозки военнослужащих Чеширского и Хэмпширского полков на Мальту (Операция MC 8). 19 февраля крейсер вместе с крейсерами Ajax, Orion, и эсминцами Mohawk и Nubian погрузив войска и припасы вышел из Александрии и направился на Мальту. Их действие прикрывали силы флота в составе линкоров Barham, Valiant и авианосца Eagle, которые также обеспечивали возвращение с острова пустых транспорта снабжения Breconshire и торгового судна Clan Macaulay. Придя а Мальту 21 февраля и выгрузив войска, крейсер в тот же день вместе с эсминцами Hereward и Decoy вышел в бухту Суда, на Крите.
24 февраля в Бухте Суда крейсер выполнял функцию прикрытия операции Abstention — высадке подразделений Коммандос на остров Кастелоризо в Эгейском море. Высадка осуществлялась с двух эсминцев, вышедших вместе с крейсером Bonaventure. Другими кораблями, участвовавшими в операции, были речная канонерская лодка Ladybird, доставившая морских пехотинцев, и подводная лодка Parthian, во время высадки служившая маяком. 25 февраля «Глостер» вместе с двумя эсминцами патрулировал южнее острова. 26 февраля крейсер вернулся в Александрию ввиду отсутствия вражеских кораблей в поле зрения.

### Операция Lustre
В марте крейсер был выбран для участия в операции Lustre — переброски войск и снаряжения в Греческие порты в связи с принятием решения об участии британского корпуса в боевых действиях на греческом фронте.
20 марта крейсер вышел из Александрии, чтобы вместе с главными силами флота участвовать в Операции MC.9 — очередной проводке конвоя на Мальту. 23 марта он отделился от сил прикрытия и вместе с крейсером York предпринял переход в бухту Суда, куда и прибыл 25 марта для дозаправки.
В бухте крейсер York был атакован итальянскими взрывающимися крейсерами и тяжело поврежден. Глостер же 26 марта вместе с эсминцами Vendetta и Vampire вышел на соединение с крейсерами Orion, Ajax и Perth для выполнения операций флота перехвату Итальянских сил, совершающих возможные переходы к конвоям, выполнявшим поддержку греческих войск. 27 марта вместе с крейсерами и эсминцами прикрытия занял позицию южнее Крита действую в целях Средиземноморского флота. 28 марта крейсер участвовал в бою у острова Гавдос, попав под огонь итальянского тяжелого крейсера Тренто и совершив доклад о контакте с противником главнокомандующему, находящемуся на Warspite. Принимал участие в дальнейших действиях, закончившиеся боем у мыса Матапан. 30 марта вместе с флотом вернулся в Александрию.

### Операции MD.2 и MD.3
В апреле месяце крейсер был привлечен к операции по проведению на Мальту быстроходного транспорта Breconshire и вывод с Мальты в Египет конвоя из пустых судов «ME-7» (Операция MD2). После завершения данной операции крейсер вместе со Средиземноморским флотом должен был участвовать в обстреле Триполи (Операция MD3).
18 апреля он вместе с линкорами Warspite, Barham, Valiant, авианосцем Formidable, крейсерами Calcutta, Orion и Phoebe, а также эскорта эсминцев вышел из Александрии. 19 апреля эсминцы дозаправились в бухте Суда. 20 апреля крейсера Calcutta и Phoebe отделились от флота войдя в состав сил прикрытия конвоя «ME-7». Глостер остался с главными силами флота под прикрытием 4 эсминцев, образовав Соединение «B». Авианосец Formidable, крейсера Ajax, Orion и Perth, которые до этого эскортировали Breconshire, образовали Соединение «C».
21 апреля крейсер принял участие в обстреле Триполи, а уже 23 апреля он был передан на Мальту и включен в состав Мальтийского ударного Соединения. На остров он пришёл 24 апреля и вместе с эсминцами Jaguar, Janus, Jervis и Juno собранных в Соединение «K», должен был действовать против итальянских конвоев, направляющихся в Африку.

### Действия с Мальты
28 апреля на остров прибыли также эсминцы 5-й флотилии из Великобритании, для действий в составе Соединения K. 30 апреля во время воздушного налета на Мальту крейсер был поражен неразорвавшейся бомбой, которая прошла не причинив серьёзных повреждений.
В начале мая крейсер планировали задействовать в операции Tiger — проводке через все Средиземное море конвоя из Великобритании в Александрию. 1 мая крейсер в сопровождении эсминцев Kelly, Kashmir, Kelvin, Kipling, Jersey и Jackal вышел в центральное Средиземноморье на поиски итальянских конвоев. 2 мая после безуспешных поисков соединение вернулось и встало входить в гавань. Kelly, Jackal и Kelvin успели войти в Гранд-Харбор, когда следующий за ними Jersey подорвался на мине, расставленных авиацией Оси и затонул, перекрыв собой вход в гавань. Вошедшие в неё эсминцы оказались в ловушке, в то время, как крейсер и оставшиеся 2 эсминца были вынуждены слоняться вне гавани. В конце концов они были вынуждены уйти в Гибралтар.
На переходе 3 мая крейсер получил небольшое повреждение, когда в его параване также взорвалась мина, вызвав небольшое попадание воды в топливные цистерны, а также крейсер словил ещё одну неразорвавшуюся бомбу. Она в итоге просто проделала два 6-дюймовых отверстия в палубе юта и шкафута. 5 мая крейсер в Гибралтаре стал в док для оценки ущерба и ремонта.
6 мая после скорого ремонта он ушёл догонять конвой Tiger, прикрываемый Соединением H, так как операция уже началась. Догнав конвой крейсер вошёл в состав Соединения F, которое должно было пройти вместе с конвоем на соединение со Средиземноморским флотом и включало в себя помимо Глостера линкор Queen Elizabeth, и крейсера Naiad и Fiji.
Крейсер оставался в составе сил прикрытия конвоя до 8 мая, когда присоединился к крейсерами Orion, Ajax, Dido, Perth и Phoebe и другим кораблям Средиземноморского флота, встречающими конвой Tiger. а 9 мая на конвой были предприняты очередные воздушные атаки, отбитые истребителями с авианосца Formidable и зенитным огнём с кораблей. 12 мая конвой прибыл в Александрию потеряв в пути на минах только одно судно. В этот же день крейсер вместе со Средиземноморским флотом был перенацелен на прикрытие конвоев, перебрасывающих подкрепления гарнизону Крита.

### Критская операция и гибель
13 мая крейсер совместно с крейсером Fiji направился в Гераклион, приняв на борт войска для Крита.
16 мая оба крейсера высадили войска и вошли в состав Соединения B, предназначенного для атак северо-западнее острова конвоев с вторгающимися войсками Оси. 20 мая началась высадка немецких войск на Крит и с 21 мая оба крейсера входят в состав Соединения A1, в котором помимо них находятся линкоры Warspite и Valiant. Это соединение выполняло роль поддержки Соединения C: крейсера Naiad, Perth, Calcutta и Carlisle с эсминцами 3-й флотилии, которое предназначалось для атак судов вторжения в проливе Китера. 22 мая оба крейсера Соединения A1 совместно с эсминцами Greyhound и Griffin задержались с выходом из пролива Китеры и попали под массированные воздушные атаки. После одной из них в 13:51, Greyhound был потоплен и командующий соединением контр-адмирал Кинг приказал эсминцам «Кандагар» и «Кингстон» спасти экипаж, а обоим крейсерам не зная, что на крейсерах практически закончился запас зенитных снарядов, прикрыть операцию спасения. На Глостере, к примеру, уже закончились 102-мм снаряды. Корабли-спасатели подвергались мощным воздушным атакам, а в 14:56 Кинг наконец узнал о кончающемся боезапасе, и приказал им уходить, оставив на месте свои шлюпки и плотики и как можно скорее соединиться с эскадрой. Пока попаданий не было, но «Кингстон» был поврежден близкими разрывами.
В 15:30 Глостер и Fiji уже были видны за кормой эскадры, догоняя её на большой скорости. Однако через 20 минут Глостер получил несколько попаданий (три или четыре). Крейсер остановился, охваченный бушующими пожарами, верхняя палуба была искорежена. Конец его был не за горами. Fiji сбросил свои спасательные плотики, но, учитывая интенсивность воздушных атак, кончающиеся боеприпасы и топливо, его капитан был вынужден вместе с эсминцами отходить на юг. Германские самолёты продолжали наседать на них, в конце концов потопив и Fiji. Глостер затонул в 17:15 в точке 35°50′ с. ш. 23°00′ в. д..
Плавающие в воде остатки команды «Глостера» надеялись добраться до берега, который виднелся невдалеке, однако потери оказались тяжелыми. Погибли командир крейсера капитан 1 ранга Г. А. Роули, первый помощник капитан-лейтенант Джон Бретт и капитан морской пехоты Дик Формби. Также погиб находившийся на борту крейсера бывший футболист клуба Саутгемптон Норман Кэтлин. Всего из 807 человек находившихся на борту спаслись только 85.